# Severiano de Almeida
Severiano de Almeida là một đô thị thuộc bang Rio Grande do Sul, Brasil. Đô thị này có diện tích 167,615 km², dân số năm 2007 là 3907 người, mật độ 23,31 người/km².